# Nicholas Adcock
Pas d'image ? Cliquez ici
Nicholas Adcock (né le 24 janvier 1965) à Bromyard en Angleterre est un entrepreneur et pilote automobile amateur britannique,, qui participe à des épreuves d'endurance aux mains de voitures de sport-prototype dans des championnats tels que la Michelin Le Mans Cup, l'Asian Le Mans Series et l'European Le Mans Series.

## Palmarès

### Résultats enEuropean Le Mans Series
| Année | Écurie         | Châssis        | Moteur                      | Classe | 1     | 2      | 3      | 4   | 5     | 6     | Position | Points |
| ----- | -------------- | -------------- | --------------------------- | ------ | ----- | ------ | ------ | --- | ----- | ----- | -------- | ------ |
| 2019  | Nielsen Racing | Ligier JS P3   | Nissan VK50VE 5,0 l V8 Atmo | LMP3   | LEC   | MON    | BAR 6  | SIL | SPA 9 | POR 4 | 10e      | 22     |
| 2020  | BHK Motorsport | Ligier JS P320 | Nissan VK56 5,6 l V8 Atmo   | LMP3   | LEC   | SPA    | LEC 10 | MON | POR   |       | 31e      | 1      |
| 2021  | Nielsen Racing | Ligier JS P320 | Nissan VK56 5,6 l V8 Atmo   | LMP3   | BAR 6 | RBR 10 | LEC    | MON | SPA   | POR   | 15e*     | 9*     |

* Saison en cours.

### Résultats enAsian Le Mans Series
| Année     | Écurie                | Châssis        | Moteur                      | Classe | 1     | 2     | 3        | 4     | Position | Points |
| --------- | --------------------- | -------------- | --------------------------- | ------ | ----- | ----- | -------- | ----- | -------- | ------ |
| 2018-2019 | Ecurie Ecosse/Nielsen | Ligier JS P3   | Nissan VK50VE 5,0 l V8 Atmo | LMP3   | SHA 5 | FUJ 4 | THA 4    | SEP 2 | 5e       | 52     |
| 2021      | CD Sport              | Ligier JS P320 | Nissan VK56 5,6 l V8 Atmo   | LMP3   | DUB 7 | DUB 6 | ABU Abd. | ABU 4 | 8e       | 26     |